# Торт

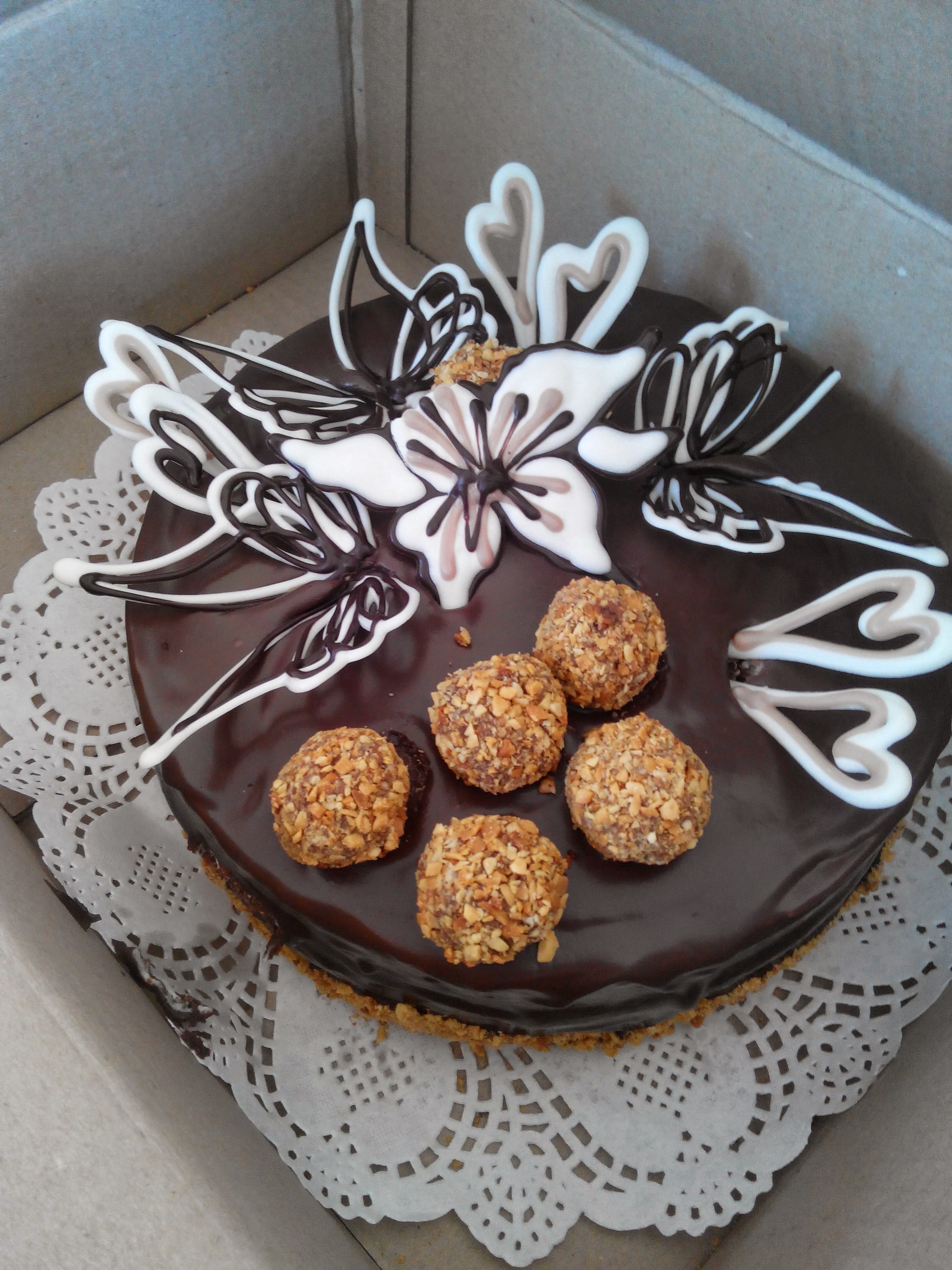
Шоколадний торт з прикрашеним верхом

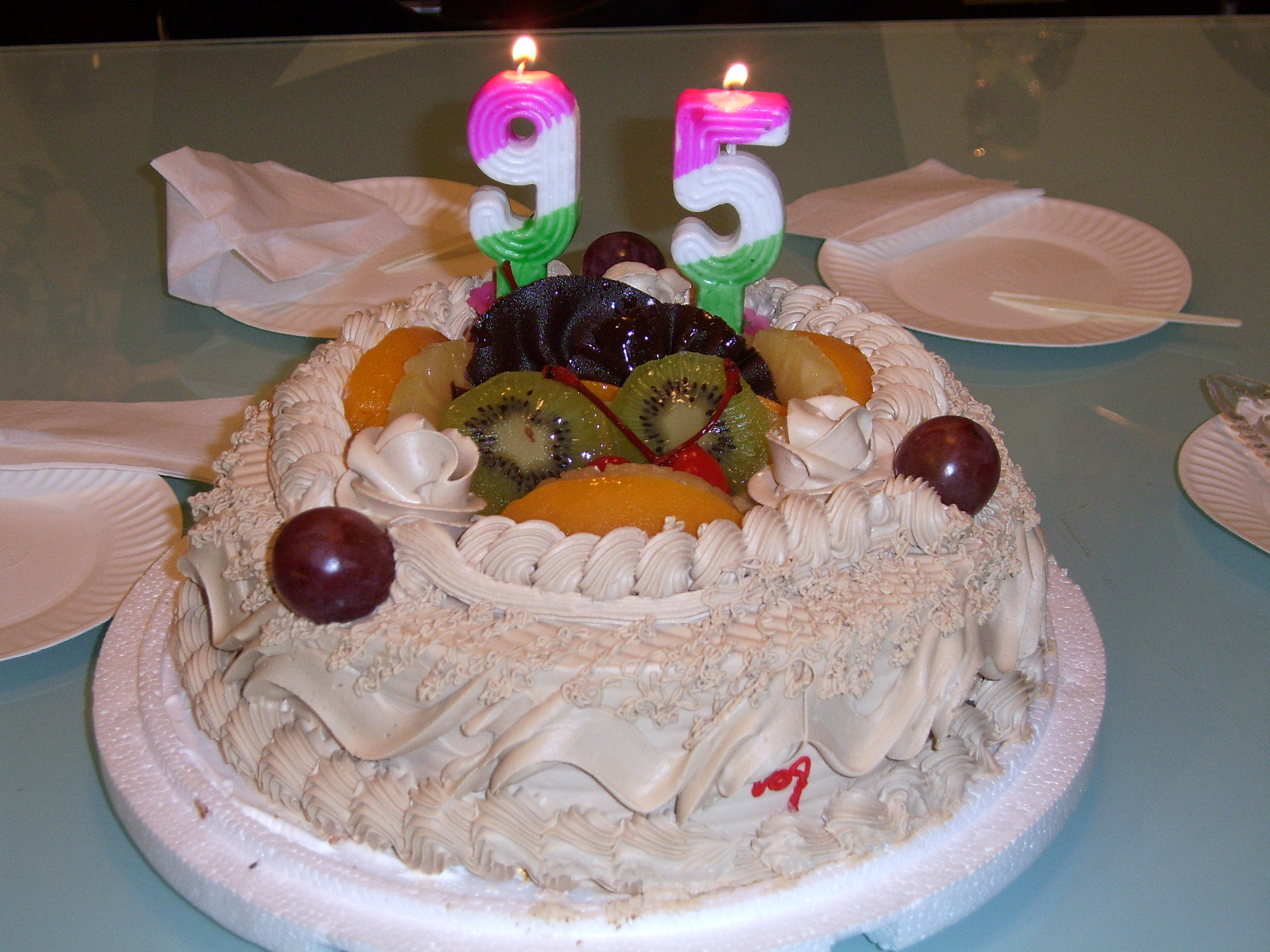
Іменинний торт

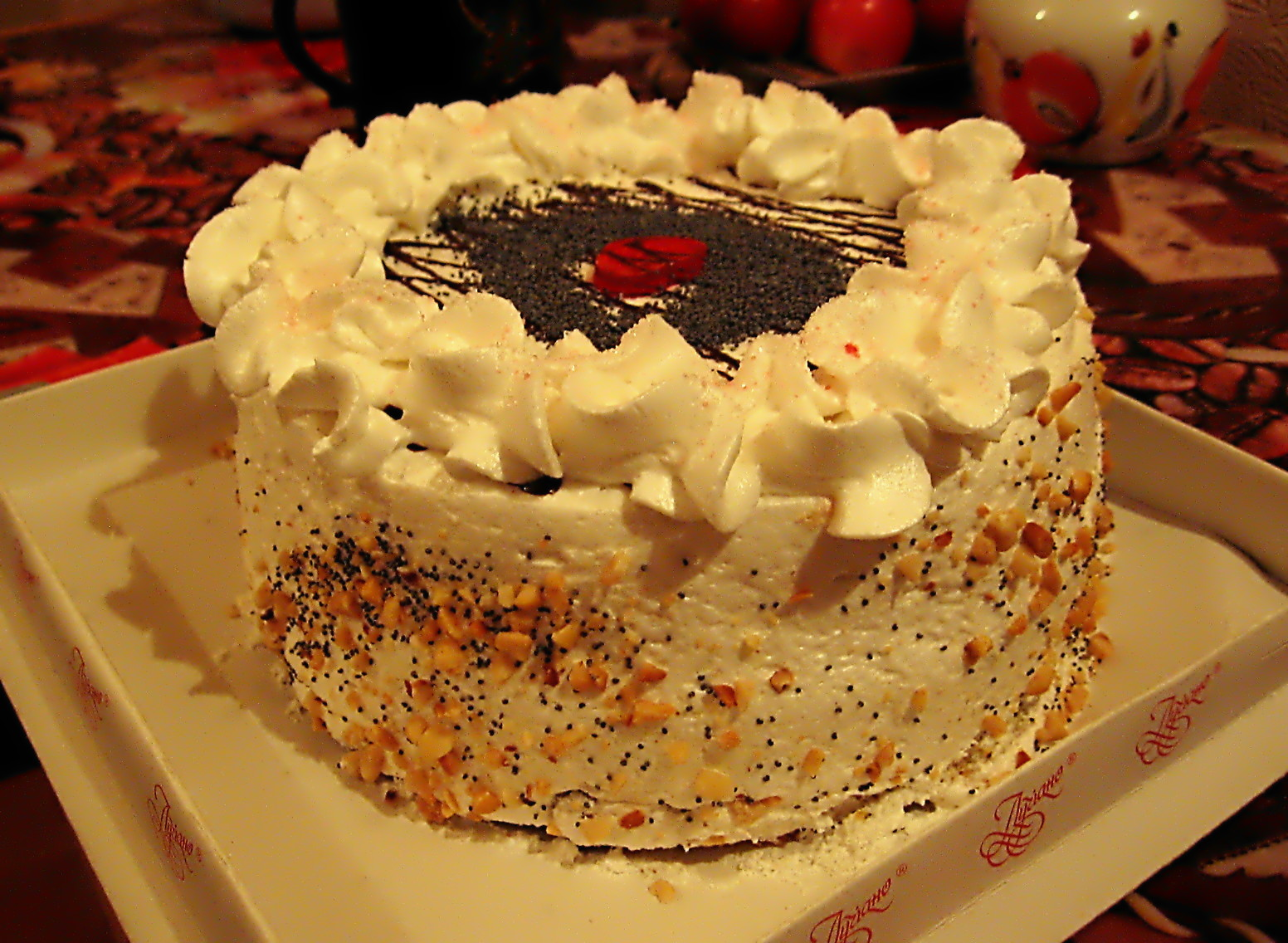
Іменинний торт

Торт (італ. torta) — кондитерський виріб, зазвичай зі здобного тіста, з кремом, фруктами тощо. Торт звичайно складається з декількох коржів (з бісквітного, листкового або іншого тіста) із прошарками з крему. Зверху торт прикрашають візерунками з крему та фруктів. 
Торт може бути як окремим кулінарним виробом зі своєю унікальною рецептурою, так і мати святкове призначення та оформлення з приводу урочистих подій. У більш широкому сенсі, може бути не лише кондитерським виробом, але бути схожим за структурою, наприклад печінковий торт.
Торт є традиційним на весіллях і днях народження. На весілля торт прикрашають фігурками наречених, розташовуючи їх на верхівці торта. На день народження іменинний торт прикрашають свічками у кількості, що дорівнює віку іменинника, або спеціальними свічками з цифровим зображенням його віку, є також безліч варіантів оформлення тортів, які ілюструють професійну діяльність особи, яку вітають, — логотипи організацій, написи кремом тощо.
Торти часто використовують як альтернативну зброю під час проведення яєчних атак для демонстрації громадської недовіри до знаних людей. Традицію кидати у відомих осіб тортами заснував бельгієць Ноель Годен — лідер руху «Міжнародні тістечкові бригади», від активістів якого постраждали такі особи як Білл Гейтс, Мішель Камдессю, Жан-Люк Годар та інші.

## Історія виникнення тортів
Сьогодні не можна впевнено сказати, як саме з'явився торт. Деякі історики у сфері кулінарії дійшли висновку, що перший прототип торта з'явився в Італії. Лінгвісти вважають, що саме слово «торт» у перекладі з італійської означає «щось крутити, закручувати», і пов'язують його з численними прикрасами торта з різних кольорів, написів і орнаментів.
Інші дослідники вважають, що торт прийшов зі Сходу. Адже широковідомими є східні солодощі, де стародавні кулінари найзагадковішої частини світу готували десерти з молока, меду і кунжуту. За формою вони нагадували ті торти, які ми звикли бачити на наших столах.
Якою б не була думка про походження тортів, все ж законодавцем моди у світі десерту стала Франція. Саме там, з'явившись якось у світі малих кав'ярень, торт завоював увесь світ. Саме французькі кулінари й кондитери багато століть диктували тенденції в сервуванні і прикрасах цього солодкого шедевра. Не дивно, що у цій країні кохання і романтики з'явилися найвідоміші назви десертів: безе, крем, карамель, желе, бісквіт.
На початку цього ж XX ст. в СРСР з'явилося повноцінне фабричне виробництво різноманітних тортів. Тоді автоматизували практично всі сфери діяльності. Не оминули й кондитерську. До цього часу виготовляли торти винятково вручну.

## Найвідоміші торти

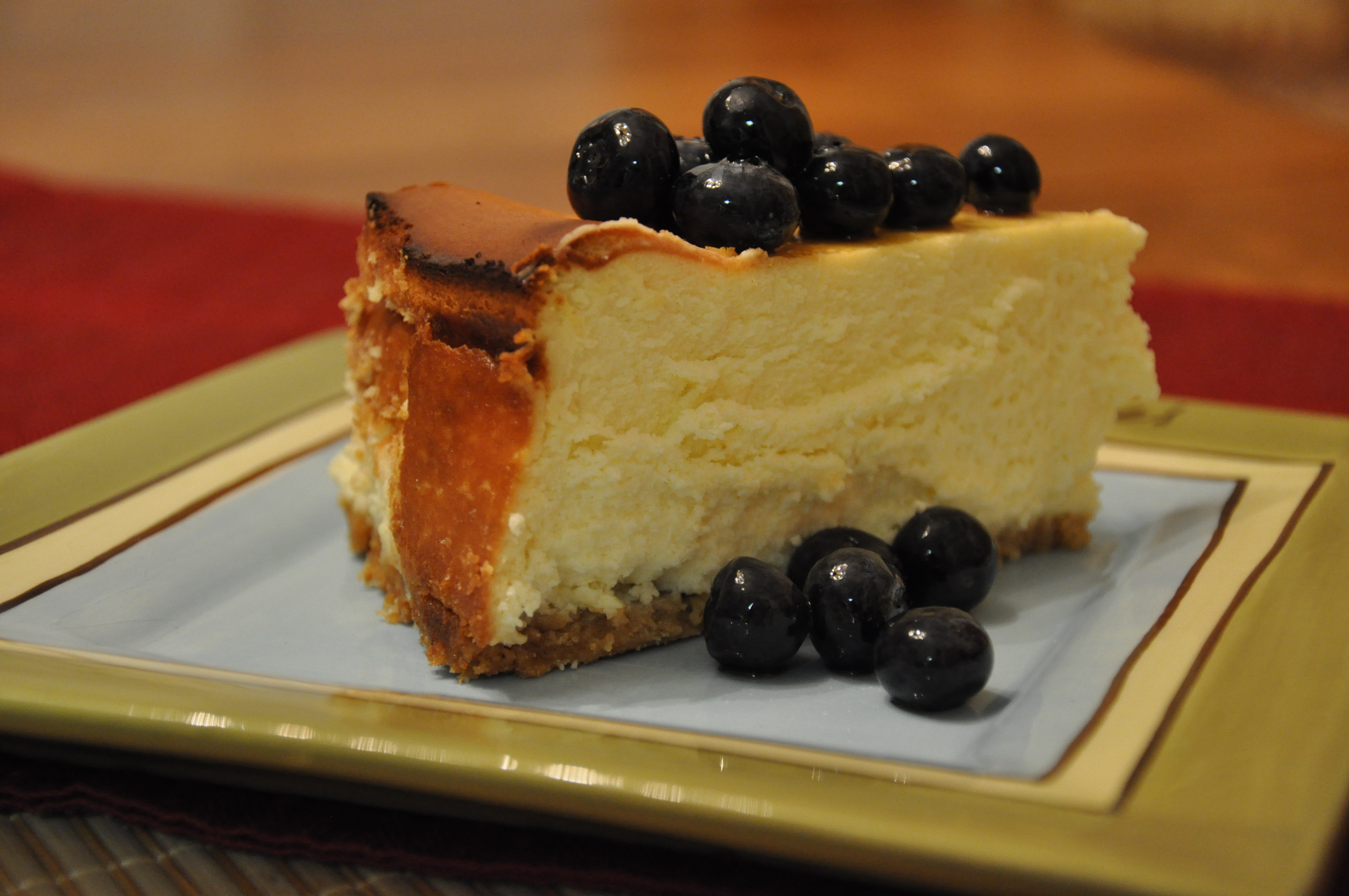
Чизкейк з чорницею

- «Баттенберг»
- Бучеллато
- «Добош»
- «Захер»
- Київський торт
- Червоний оксамит
- Крокембуш
- Торт Лінцер
- Морквяний торт
- «Мурашник»
- «Наполеон»
- торт «Павлова»
- «Пташине молоко»
- «Різдвяне поліно»
- Сметанник
- Спетекака
- Сантьяго
- Шварцвальдський торт
- Шакотіс
- «Естергазі»
- Торт-морозиво Семадені